# Platycleis iberica
Platycleis iberica är en insektsart som beskrevs av Frederick Everard Zeuner 1941. Platycleis iberica ingår i släktet Platycleis och familjen vårtbitare. Inga underarter finns listade i Catalogue of Life.